# 정보 풍부도
《정보 풍부도(richness)》는 메시지의 복잡성과 콘텐츠를 의미한다. 전통적인 시장에서는 메시지가 도달되는 고객이 더 많을수록 메시지의 풍부도 수준이 떨어졌다. 그러나 최근 전자 상거래가 발달하며 웹은 텍스트, 오디오, 비디오요소가 있는 풍부한 메시지를 만들어내는 동시에 더 많은 사람에게 전달할 수 있게 되었다. 과거에는 주로 대면적인 face-to-face 방식을 사용했지만 현대 사회에는 표현방식이 풍부해졌다.